# Herbert Beerbohm Tree
Pour les articles homonymes, voir Beerbohm et Tree.
Herbert Beerbohm Tree (17 décembre 1852 - 2 juillet 1917) est un acteur et directeur de théâtre anglais. 
Beerbohm Tree commence à se produire sur scène dans les années 1870. En 1887, il dirigeait le Haymarket Theatre, qui lui valait des éloges pour sa programmation audacieuse et ses productions somptueuses, et jouait dans nombre de ses productions. En 1899, il a aidé à financer la reconstruction du His Majesty's Theatre, dont il est devenu le directeur. Là encore, il a favorisé un mélange de Shakespeare et de pièces classiques avec de nouvelles œuvres et des adaptations de romans populaires, leur donnant des productions spectaculaires dans cette grande maison, et jouant souvent les rôles principaux. Sa femme, l'actrice Helen Maud Holt, jouait souvent en face de lui et l'aidait à gérer les théâtres. 
Bien que Tree soit considéré comme un acteur polyvalent et compétent, en particulier dans les rôles de personnages, à la fin de sa vie, sa technique était considérée comme maniérée et démodée. Il a fondé la Royal Academy of Dramatic Art en 1904 et a été fait chevalier en 1909 pour sa contribution au théâtre. Sa célèbre famille comprend ses frères et sœurs, l'explorateur Julius Beerbohm, l'auteur Constance Beerbohm et son demi-frère, le caricaturiste Max Beerbohm. Ses filles sont Viola, une actrice, Felicity, et Iris, une poétesse ; et parmi ses enfants illégitimes figure le réalisateur Carol Reed. Un de ses petits-fils est l'acteur Oliver Reed, et un de ses arrière-petits-fils est l’ingénieur du son et musicien Alan Parsons.

## Biographie

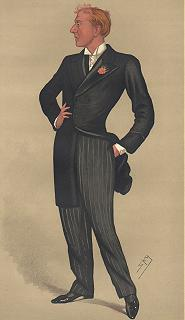
Herbert Berbohm Tree dessiné dans Vanity Fair en 1890.

Il est le frère de l'explorateur Julius Beerbohm et de l'auteure Constance Beerbohm, et le demi-frère du caricaturiste Max Beerbohm.  Il est le père d'Iris Tree. L'un de ses enfants naturels est le cinéaste Carol Reed. Il est le grand-père du comédien Oliver Reed.